# Konica Minolta Dynax 7D
Dynax 7 α 700
Le Dynax 7D est un appareil photo reflex numérique développé et commercialisé par la firme japonaise Konica Minolta.
Basé sur le boîtier argentique du populaire Dynax 7, le 7D intègre le système de stabilisation au niveau du capteur inauguré sur le DiMAGE A2, un capteur CCD Sony de 6 mégapixels, un confortable viseur en verre dépoli (grossissement 0.9x) ainsi qu'un écran arrière de 2,5 pouces. La monture A, inaugurée en 1985 sur le Minolta 7000, peut accueillir tous les objectifs autofocus de la marque.
Si l'on fait abstraction du RD 3000 qui fut un échec commercial, le 7D est le premier reflex numérique commercialisé par Konica Minolta. Il fut suivi à l'automne 2005 par son petit frère le Dynax 5D.

## Positionnement marketing

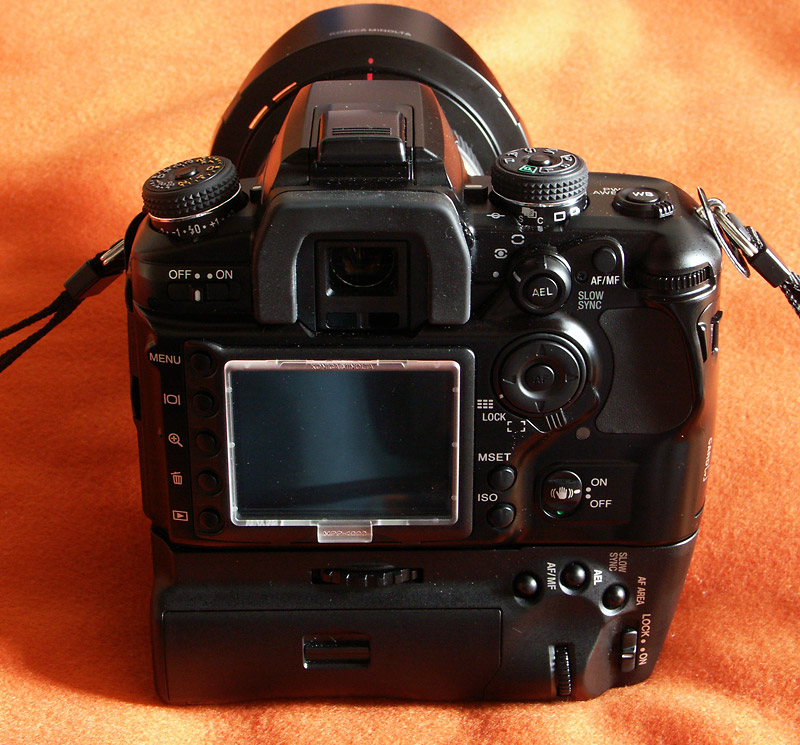

Officiellement annoncé le 15 septembre 2004, le Dynax 7D ne pouvait guère séduire de nombreux photographes professionnels qui, lassés des atermoiements du constructeur, avaient pour la plupart troqué leur matériel argentique contre un appareil Canon ou Nikon. C'est donc auprès d'un public d'amateurs avertis et exigeants que le 7D trouva une place.